# Caprice Coleman
Caprice Coleman (n. 20 martie 1977) este un wrestler american. A evoluat în numeroase promoții de wrestling : Ring of Honor, Christian Wrestling Federation, WWE Heat, WWE Velocity și altele.